# Comté de Crawford (Ohio)
Pour les articles homonymes, voir Comté de Crawford.
Le comté de Crawford – en anglais : Crawford County – est un des 88 comtés de l'État de l'Ohio, aux États-Unis.
Son siège est fixé à Bucyrus.